# Obélisque de Buenos Aires
L'Obélisque de Buenos Aires, est situé au centre de la Plaza de la República, à 
l'intersection des avenues Corrientes et 9 de julio. C'est l'une des icônes de Buenos Aires.

## Historique
À l'endroit où se dresse l'obélisque, on dut démolir l'église dédiée à Saint Nicolas de Bari. Or, c'est dans celle-ci que fut hissé officiellement pour la première fois le drapeau argentin dans la ville de Buenos Aires en 1816. Cette circonstance est rappelée sur une des inscriptions lisibles sur l'obélisque, côté nord.
La construction du monument commença le 20 mars 1936 ; il fut inauguré le 23 mai 1936, pour le quatrième centenaire de la première fondation de la ville, ne demandant que 
31 jours pour son édification. Il fut dessiné par l'architecte Albert Prebisch (es), (un des principaux architectes du modernisme argentin et également auteur du Teatro Gran Rex voisin, dans les rues Corrientes et Suipacha), sur la demande de l'intendant de la ville Mariano de Vedia y Mitre (nommé sous la présidence d'Agustín Pedro Justo), et construit par l'entreprise Siemens Bau Union. 
En février 1938, Roberto Marcelino Ortiz succéda à Justo, et désigna, comme nouvel intendant de la ville un certain Arturo Goyeneche. Le Conseil Délibérant, par l'Ordonnance Nº 10.251 de juin 1939, sanctionna la démolition de l'Obélisque, mêlant des raisons économiques, esthétiques et de  sécurité publique. Mais le pouvoir exécutif municipal mit son véto à l'ordonnance, caractérisant celle-ci d'acte sans valeur ni contenu juridique, étant donné qu'il s'agissait d'un monument sous juridiction et protection de la nation, à laquelle appartenait ce patrimoine.
Pour sa construction, qui coûta 200 000 pesos de l'époque, on utilisa 680 m³ de ciment et 1360 m² de pierre blanche de Córdoba. À la suite de certains vandalismes qui eurent lieu en 1938, on enleva le revêtement de pierre et on le remplaça par du ciment poli. 
La structure du monument, basée sur l'esthétique nationaliste, a engendré bien des polémiques parmi les partisans de la rénovation de la ville et les secteurs plus traditionalistes. Actuellement cependant, il a conquis les cœurs et on le considère comme un symbole de la ville[réf. nécessaire].
L'obélisque a fréquemment été utilisé comme point de rassemblement pour diverses manifestations, qui embrassent aussi les rues environnantes (Avenida 9 de julio et Avenida Corrientes), phénomène assez semblable à ce qui se passe Plaza de Mayo.
Diverses manifestations eurent lieu autour de l’obélisque comme : La pose d'un préservatif géant sur l'obélisque en décembre 2005.
Le 150e anniversaire des relations germano-argentines en septembre 2007.
Le survol de l'obélisque par la patrouille de France en novembre 2009.
En 2010, la municipalité installe un système de lumières LED sur l'obélisque en vue d'organiser des animations lumineuses et des campagnes de communication. En septembre 2015, l'artiste Leandro Erlich installe des miroirs sur le pyramidion de l'obélisque pour faire croire à sa disparition, une manière de célébrer les 14 ans du MALBA.

## Description
L'obélisque mesure 67,5 mètres de hauteur et 49 m² de base. Il est creux et a une seule porte d'entrée. À son sommet sont disposées quatre fenêtres, que l'on ne peut atteindre qu'en escaladant un escalier de 206 marches.

## Galerie

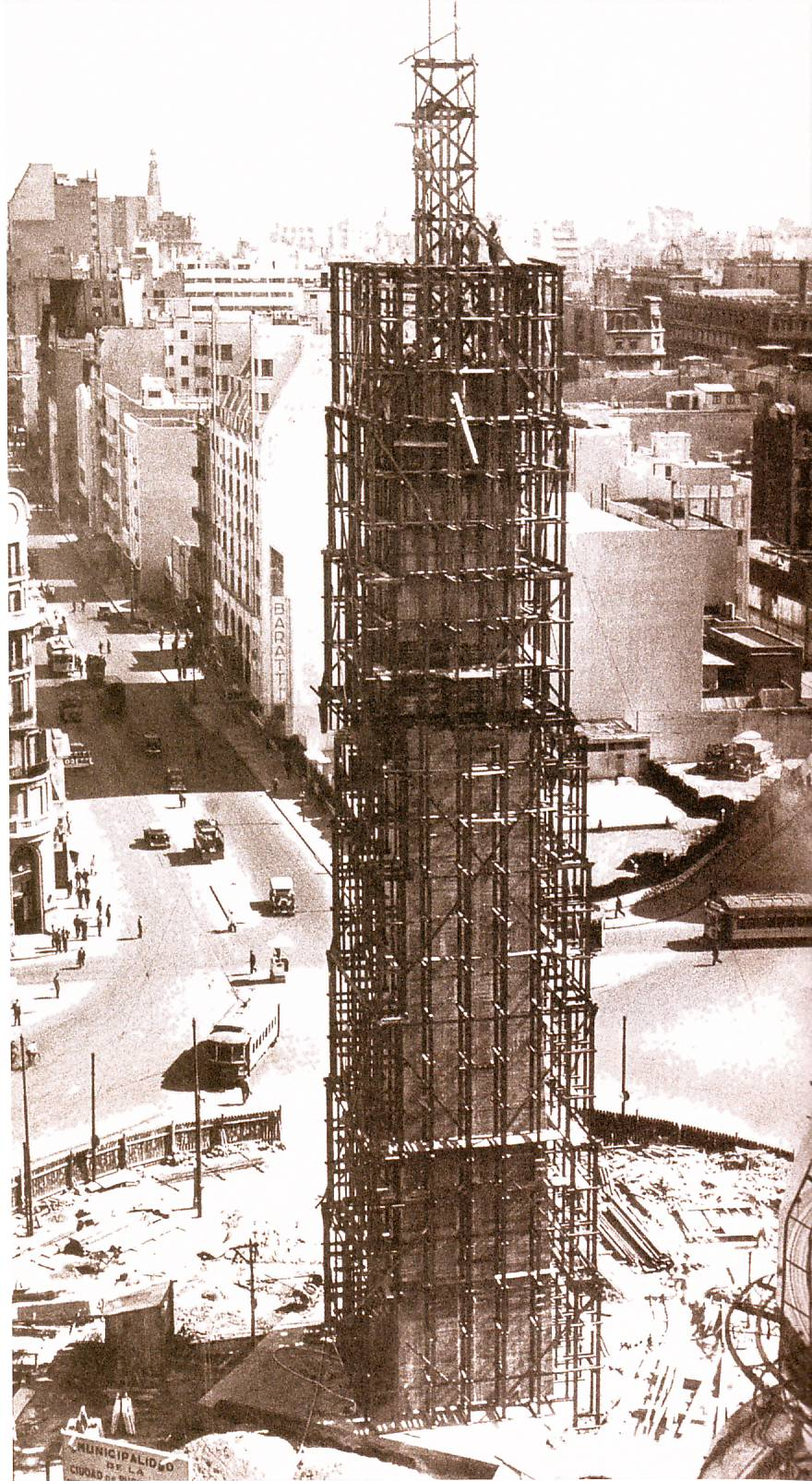
Obélisque en construction (1936).
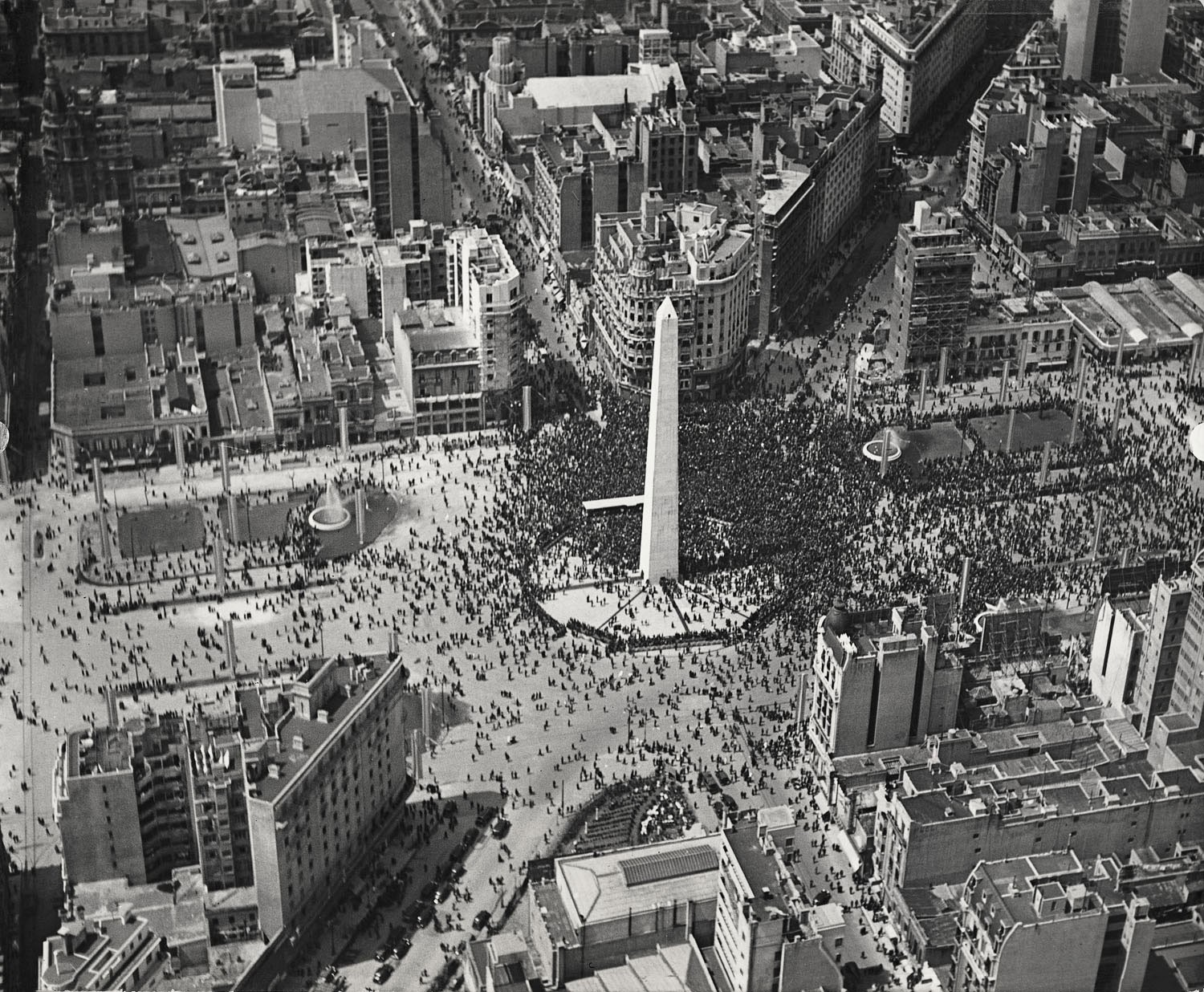
Inauguration de l'obélisque (1951).
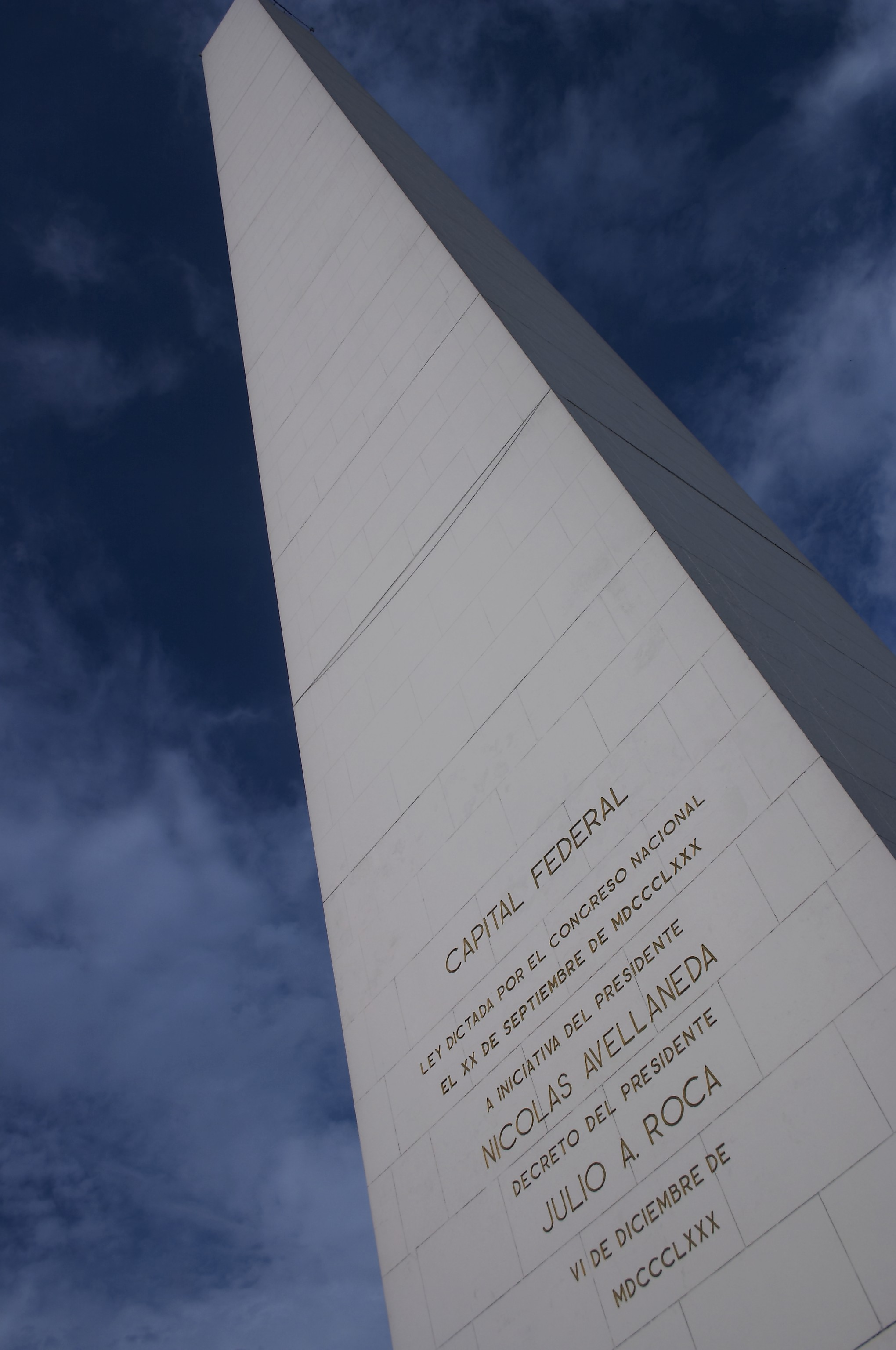
Inscription sur face ouest de l'obélisque (2006).
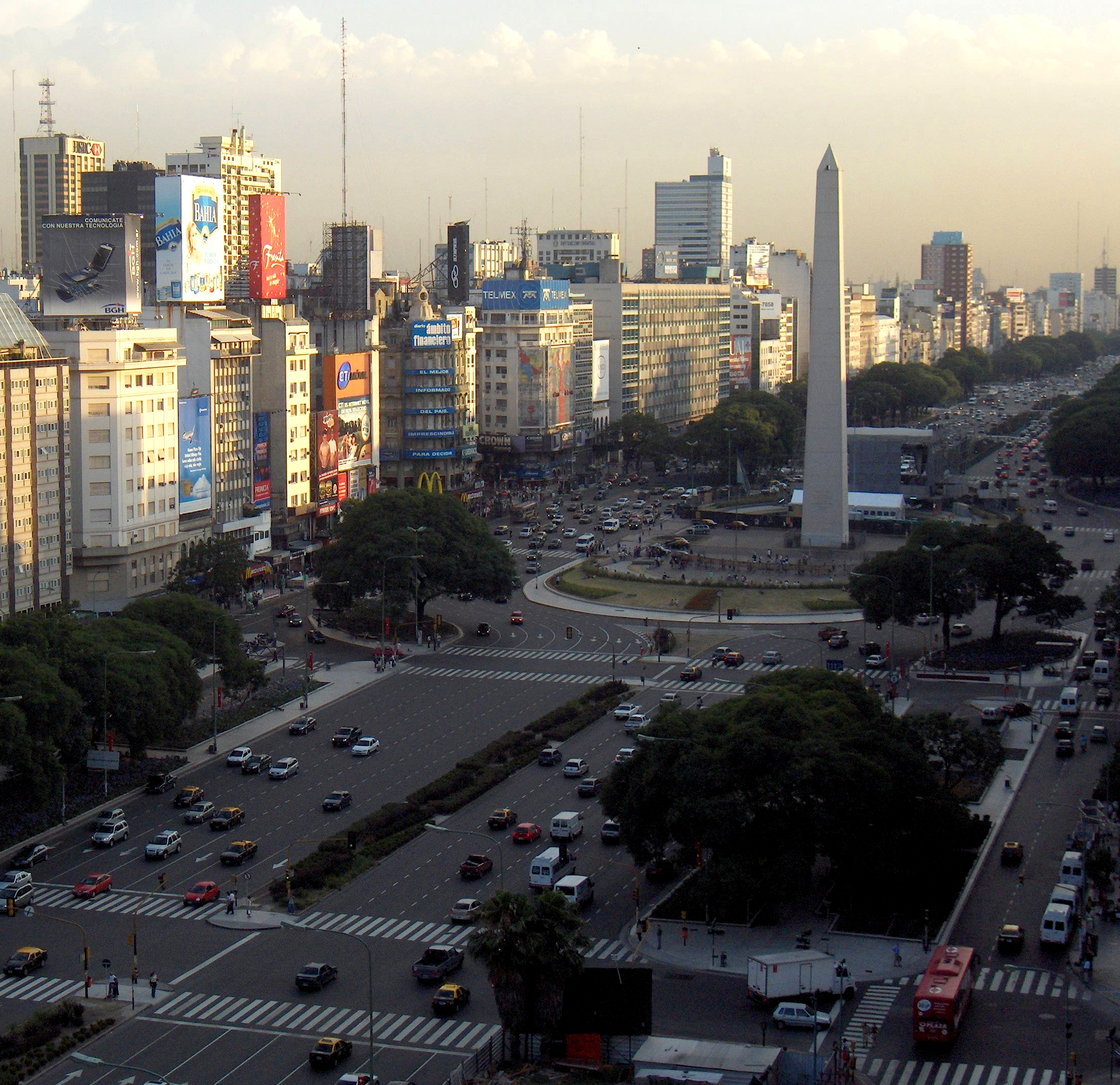
Obélisque au centre de l'avenida 9 de Julio (2007).
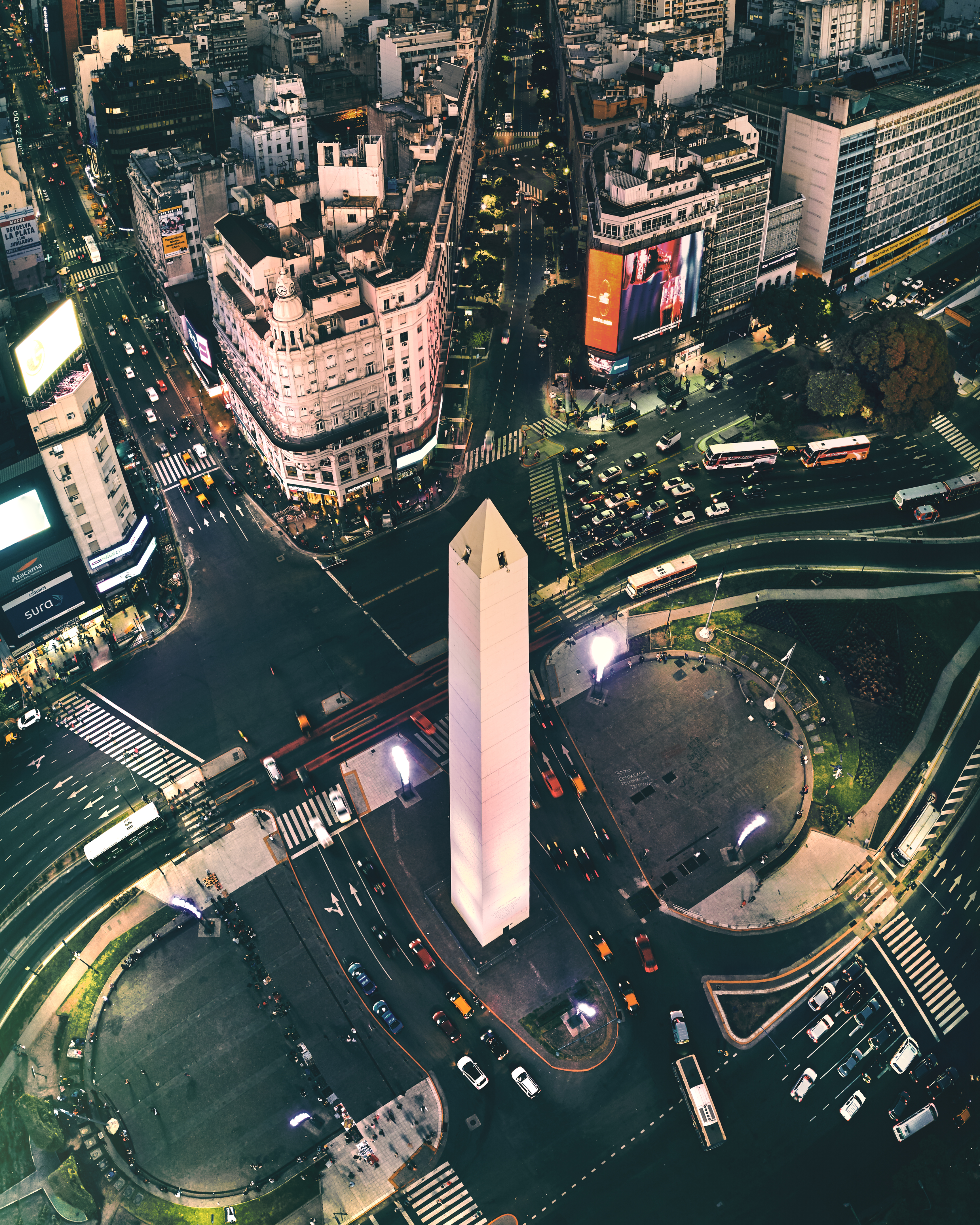
Vue aérienne (2018).